# Tom Clancy's Rainbow Six Siege
Tom Clancy's Rainbow Six Siege (Rainbow Six Siege) là một trò chơi điện tử bắn súng chiến thuật được phát triển bởi Ubisoft Montreal và được phát hành bởi Ubisoft. Trò chơi được phát hành toàn cầu cho Microsoft Windows, PlayStation 4 và Xbox One vào ngày 1 tháng 12 năm 2015. Rainbow Six Siege nhấn mạnh vào cơ chế phá hủy môi trường để tạo cơ hội chiến thuật và sự hợp tác giữa những người chơi. Người chơi có thể theo phe Tấn công hoặc phe Phòng thủ trong các chế độ chơi như giải cứu con tin, gỡ bom và kiểm soát mục tiêu. Trò chơi không có cốt truyện nhưng có một loạt các nhiệm vụ ngắn có thể chơi đơn. Các nhiệm vụ này có chỉ thị đơn giản, chủ yếu cho việc đào tạo các tân binh để chuẩn bị cho các cuộc đụng độ trong tương lai với nhóm khủng bố White Masks (Mặt nạ Trắng) đang đe dọa nền hòa bình của thế giới.
Đây là một phần trong loạt trò chơi Tom Clancy's Rainbow Six và là phần tiếp theo của Tom Clancy's Rainbow 6: Patriots - một trò chơi bắn súng chiến thuật tập trung vào cốt truyện. Tuy nhiên Patriots đã bị hủy bỏ do những thiếu sót kỹ thuật và nhóm sau đó đã quyết định làm một phần mới. Nhóm nghiên cứu đã đánh giá việc cho phép người chơi trở thành các cảnh sát đặc nhiệm chống khủng bố hàng đầu rất phù hợp với cốt lõi của thương hiệu Rainbow Six. Để tạo ra các tình huống bao vây đột kích chính xác, nhóm đã tham khảo các đơn vị chống khủng bố và các ví dụ thực tế về những cuộc tấn công, như cuộc bao vây Đại sứ quán Iran. Chạy trên công nghệ game AnvilNext 2.0, trò chơi cũng sử dụng công nghệ RealBlast của Ubisoft để tạo ra môi trường có thể bị phá hủy.
Được công bố tại E3 2014, trò chơi đã nhận được bốn đề cử từ Giải Phê bình Trò chơi. Trò chơi đã nhận được sự đón nhận tích cực từ các nhà phê bình, với lời khen ngợi chủ yếu là cho phần chơi mạng và sự tập trung vào chiến thuật. Doanh số bán ra ban đầu rất ít nhưng số người chơi đã tăng đáng kể khi Ubisoft áp dụng mô hình "dịch vụ trò chơi" và phát hành một số bản mở rộng miễn phí sau đó. Công ty đã hợp tác với ESL để biến Siege thành một môn thể thao điện tử. Vào tháng 6 năm 2018, tức hai năm rưỡi sau khi ra mắt, số người chơi đã vượt qua con số 40 triệu trên tất cả các hệ máy.

## Lối chơi
Tom Clancy's Rainbow Six Siege là một game bắn súng góc nhìn thứ nhất. trong đó người chơi nhập vai các đặc nhiệm của đội Rainbow. Các đặc nhiệm này có quốc tịch, vũ khí và trang bị khác nhau. Các kĩ năng, trang bị riêng của một số nhân vật có thể tốt hơn các nhân vật khác. Lúc đầu các đơn vị chống khủng bố (CTU) có thể chọn là Đội giải cứu con tin của Mỹ (gọi tắt trong game là FBI SWAT), đơn vị SAS của Anh, GSG-9 của Đức, Spetsnaz của Nga và GIGN của Pháp (một số đơn vị khác đã được thêm vào qua các bản mở rộng). Mỗi đơn vị có bốn nhân vật được chia đều cho bên tấn công và bên phòng thủ. Người chơi cũng có thể chọn nhân vật "Tân binh" có thể dùng nhiều thiết bị hơn với điều kiện không có kĩ năng, trang bị riêng và khả năng chỉnh sửa phụ kiện trên vũ khí. Người chơi có thể chọn bất kỳ nhân vật nào từ mọi đơn vị từ bên phòng thủ hoặc tấn công, chọn điểm hồi sinh cũng như phụ kiện trên súng trước khi trận bắt đầu nhưng không được thay đổi khi trận bắt đầu. Cửa hàng trong game cung cấp các nhân vật hoặc vật phẩm mua bằng đơn vị tiền trong trò chơi,"Renown", được thưởng ở cuối trận. Các chế độ chơi khác nhau cho lượng renown khác nhau, các trận xếp hạng mang lại lượng renown nhiều nhất. Sử dụng "boost" sẽ giúp người chơi tăng 100% lượng renown kiếm được trong 24 giờ. Một loại tiền tệ cao cấp được gọi là "R6 credit" mua bằng tiền thật để mở khóa nhân vật nhanh hơn hoặc mua các vật phẩm khác.
Trong các trận, khi một vòng bắt đầu, đội tấn công chọn một trong các điểm hồi sinh để bắt đầu cuộc tấn công trong khi phe kia cũng làm điều tương tự để phòng thủ. Một phút là khoảng thời gian chuẩn bị, trong đó thời gian đó đội tấn công được quyền điều khiển các xe do thám bản đồ để tìm các kẻ địch, bẫy, công sự phòng thủ và các mục tiêu, trong khi phe kia tiếp tục bảo vệ các mục tiêu. Phe bảo vệ cũng có thể dựng lên các chướng ngại vật và các bức tường được gia cố để khiến chúng không thể bị phá hủy bằng hầu hết các loại đạn trừ khi có một thiết bị riêng thích hợp của một đặc nhiệm nhất định, như Hibana, Thermite và Maverick. Các bản đồ trong trò chơi được thiết kế để khuyến khích chiến đấu ở cự ly gần và người chơi không thể hồi sinh cho đến khi kết thúc một ván đấu. Người chơi bị giết có thể vào "Chế độ hỗ trợ", cho phép họ truy cập vào các thiết bị giám sát để họ có thể tiếp tục giúp cho đội của mình bằng cách thông báo về địa điểm và hoạt động của đối thủ. Một ván đấu trong trận thường chỉ kéo dài bốn phút trong khi trận xếp hạng dài ba phút. Tinh thần đồng đội đề cao trong Siege và người chơi cần tận dụng các khả năng khác nhau của mình để hoàn thành mục tiêu và đánh bại đội địch. Sự giao tiếp giữa những người chơi cũng được đánh giá cao. Trò chơi cũng có chế độ khán giả cho phép người chơi quan sát một trận đấu từ các góc độ khác nhau.
Trò chơi tập trung nhiều vào môi trường có thể phá hủy được. Người chơi có thể phá hủy các hạ tầng bằng chất nổ, bắn vào tường để tạo ra các lỗ đạn. Người chơi có thể đạt được lợi thế chiến thuật qua việc phá hủy môi trường và có mục đích khuyến khích người chơi sử dụng tư duy chiến lược sáng tạo. Đạn đã xuyên qua các cấu trúc sẽ gây ít sát thương hơn. Người chơi trong đội phòng thủ cũng có thể thiết lập các công sự hạng nặng trên tường và các lá chắɲ có thể bị phá hủy bằng chất nổ hoặc sử dụng các thiết bị đặc biệt (như máy hàn nhiệt nhôm của Maverick). Để ngăn chặn bước tiến của phe tấn công, đội phòng thủ có thể dùng dây thép gai, bẫy laser,... trên bản đồ. Người chơi có thể phá hủy trần và sàn nhà bằng cách sử dụng chất nổ để phục kích kẻ thù. Các vũ khí mạnh như lựu đạn và các loại chất nổ khác rất có giá trị vì chỉ có số lượng hạn chế trong một vòng.

### Các chế độ
Khi ra mắt, trò chơi có 11 bản đồ  và 5 chế độ chơi khác nhau cho PVE và PVP. Với các bản mở rộng (DLC) được phát hành sau khi ra mắt với bốn bản đồ bổ sung từ năm thứ nhất và ba bản đồ từ năm thứ hai - hiện có 26 bản đồ có thể được chọn. Các chế độ chơi đặc trưng bao gồm:
- Hostage: chế độ nhiều người chơi trong đó bên tấn công phải giải cứu con tin khỏi bên phòng thủ. Đội phòng thủ phải loại bỏ hết đội tấn công hoặc bảo vệ con tin cho đến khi hết thời gian. Nếu đội tấn công hoặc phòng thủ vô tình bắn chết con tin, đội đối phương sẽ giành chiến thắng.
- Bomb: chế độ nhiều người chơi trong đó phe tấn công được giao nhiệm vụ xác định vị trí và gỡ một trong hai quả bom. Phe phòng thủ phải quét sạch đội tấn công hoặc phá hủy thiết bị gỡ bom.[20] Nếu đội tấn công bị giết hết nhưng đã kích hoạt thiết bị gỡ bom, đội phòng thủ vẫn phải vô hiệu hóa thiết bị đó để thắng.
- Secure Area: chế độ nhiều người chơi trong đó phe phòng thủ phải bảo vệ một thùng chứa hiểm họa sinh học ở trong một căn phòng trong khi phe tấn công phải chiến đấu để kiểm soát nó. Trận đấu kết thúc khi một phe bị giết hết hoặc đội tấn công kiểm soát được thùng chứa khi không có thành viên nào của đội phòng thủ trong phòng.[21]
- Tactical Realism: một biến thể của các chế độ nhiều người chơi được thêm vào chung với đợt phát hành bản mở rộng Operation Skull Rain. Chế độ này tập trung nhiều hơn vào tính chân thực và tinh thần đồng đội, loại bỏ hầu hết các hiển thị trên HUD, khả năng đánh dấu kẻ địch và khả năng nhìn thấy đường viền của đồng đội qua tường, thêm hệ thống quản lí đạn thực tế hơn (khi nạp đạn, băng đạn (còn đạn) đang dùng sẽ được chuyển về cuối hàng, nhân vật sẽ lấy băng đạn đầu hàng lắp vào súng).[22] Chế độ này không còn trong trò chơi nhưng có một số yếu tố còn nằm trong các chế độ khác.
- Training grounds: chế độ solo [23] hoặc nhiều người chơi hợp tác với nhau, tối đa năm người chơi. Người chơi trong phe tấn công hoặc phòng thủ phải chiến đấu chống lại những đợt kẻ thù được điều khiển bởi AI trong các chế độ khác nhau như Bomb, Hostage hoặc Elimination.[24][25]
- Situation: phần chơi đơn, có 10 nhiệm vụ chơi solo và 1 nhiệm vụ coop để hướng dẫn và giới thiệu các kiến thức cơ bản của game cho người chơi.[26]
- Outbreak: Một sự kiện trong thời gian có hạn dành riêng cho bản Operation Chimera, một nhóm 3 người chơi hợp tác chống lại mối đe dọa sinh học ngoài hành tinh, cụ thể là các dạng người bị đột biến nặng do AI điều khiển. Ở mức khó nhất chế độ này thêm khả năng gây sát thương cho đồng đội.[27]

## Phát hành
Ubisoft đã công bố trò chơi trong cuộc họp báo của họ ở E3 2014. Vào tháng 8 năm 2015, Ubisoft tuyên bố rằng họ đã trì hoãn việc phát hành trò chơi từ ngày 10 tháng 10 đến ngày 1 tháng 12 năm 2015 để dành thêm thời gian cân bằng trò chơi trong phần chơi mạng nhiều người. Một bản alpha thử nghiệm kín đã được Ubisoft tổ chức vào ngày 7 tháng 4 năm 2015, trong đó mọi người có thể chơi phiên bản đầu của trò chơi để giúp nhóm phát triển kiểm tra máy chủ và cung cấp phản hồi. Ubisoft đã tổ chức một bản beta kín, bắt đầu từ ngày 24 tháng 9 năm 2015 để thử nghiệm thêm. Công ty còn muốn tổ chức một đợt thử nghiệm khác với việc phát hành bản beta mở của trò chơi vào ngày 25 tháng 11 năm 2015, nhưng đã trì hoãn việc phát hành đến ngày 26 tháng 11 do vấn đề tìm trận. Những ai đã mua Siege cho Xbox One có thể tải xuống Tom Clancy's Rainbow Six: Vegas và Tom Clancy's Rainbow Six: Vegas 2 miễn phí. Để ra mắt trò chơi tại thị trường châu Á, Ubisoft đã công bố kế hoạch loại bỏ các hình ảnh bạo lực ra khỏi tất cả các phiên bản của trò chơi bằng một bản vá. Kế hoạch này sau đó đã bị rút lại do các nhận xét và phản hồi tiêu cực của người hâm mộ.
| Những bản cập nhật của trò chơi | Những bản cập nhật của trò chơi  | Những bản cập nhật của trò chơi | Những bản cập nhật của trò chơi |
| Năm                             | Tên — Mùa                        | Ngày ra mắt | Chú thích |
| ------------------------------- | -------------------------------- | --- | --- |
| Năm 1                           | Operation Black Ice — Mùa 1      | 2 tháng 2 năm 2016 | Thêm một bản đồ mới là một du thuyền đóng băng ở Canada và hai đặc nhiệm từ lực lượng đặc biệt JTF2 là Frost và Buck. Frost có thể đặt một cái bẫy cơ học để vô hiệu hóa kẻ địch, Buck có một khẩu shotgun XM-26 LSS. |
| Operation Dust Line — Mùa 2     | 11 tháng 5 năm 2016              | Thêm một bản đồ mới ở Trung Đông và hai đặc nhiệm Hải quân Seal là Blackbeard và Valkyrie. Blackbeard có tấm khiên chống đạn có thể gắn súng trường lên, Valkyrie có ba camera có thể ném lên bất kỳ bề mặt cứng nào. | |
| Operation Skull Rain — Mùa 3    | 2 tháng 8 năm 2016               | Thêm một bản đồ mới ở Brazil và hai đặc nhiệm BOPE (Lực lượng Quân cảnh đặc biệt của Rio the Janeiro) là Capitão và Caveira. Capitão có một cây nỏ bắn các mũi tên có thể đốt cháy oxy trong một bán kính nhất định tại điểm tiếp xúc hoặc tạo ra khói. Caveira có khả năng tạo ra ít tiếng ồn hơn khi di chuyển, đánh bất động và tra hỏi kẻ thù để tìm vị trí những đồng đội của chúng. | |
| Operation Red Crow — Mùa 4      | 17 tháng 11 năm 2016             | Thêm một bản đồ mới là một tòa nhà chọc trời ở Nhật Bản và hai đặc nhiệm SAT của Nhật là Hibana và Echo. Hibana có một vũ khí có thể phóng ba bộ chất nổ có thể dính vào và phá vỡ các bức tường đã được gia cố, Echo sử dụng một máy bay không người lái có khả năng tạo ra các vụ nổ siêu âm làm kẻ địch mất phương hướng.                                                              | |
| Năm thứ 2                       | Operation Velvet Shell — Mùa 1   | 8 tháng 2 năm 2017 | Thêm một bản đồ mới ở Tây Ban Nha và hai đặc nhiệm GEO là Mira và Jackal. Jackal có một thiết bị có thể thấy được dấu chân, từ đó nhận dạng được kẻ địch. Mira có thể đặt cửa sổ một chiều chống được đạn lên các bức tường để tạo ra một khoảng trống cho việc quan sát. Tấm kính sau đó có thể được phá hủy để bắn qua. |
| Năm thứ 2                       | Operation Health — Mùa 2         | 6 tháng 6 năm 2017 | Là một bản cập nhật bao gồm các bản sửa lỗi hitbox, các vấn đề âm thanh... |
| Năm thứ 2                       | Operation Blood Orchid — Mùa 3   | 5 tháng 9 năm 2017 | Thêm một bản đồ mới tại Hồng Kông, thêm hai đặc nhiệm của lực lượng cảnh sát tinh nhuệ Hồng Kông SDU là Ying và Lesion với Ela, một đặc nhiệm GROM của Ba Lan. Ying sử dụng các chùm candela có thể ném dính vào các bề mặt và làm choáng kẻ thù như dùng lựu đạn gây choáng. Lesion dùng mìn khi được kích hoạt sẽ làm chậm và gây sát thương cho kẻ thù theo thời gian. Ela dùng mìn có thể ném dính vào các bề mặt, khi nổ gây mất phương hướng cho kẻ thù. |
| Năm thứ 2                       | Operation White Noise — Mùa 4    | 5 tháng 12 năm 2017 | Thêm một bản đồ mới tại Hàn Quốc, hai đặc nhiệm Hàn từ Tiểu đoàn 707 là Dokkaebi và Vigil, và một đặc nhiệm người Ba Lan là Zofia. Dokkaebi có thể xâm nhập vào điện thoại của kẻ địch, kích hoạt chuông làm ồn gây lộ vị trí của chúng. Cô cũng có thể hack điện thoại của một thành viên đã chết của đối phương để truy cập vào hệ thống camera. Vigil sử dụng một thiết bị để trở nên vô hình với tất cả các thiết bị giám sát do đối phương điều khiển như máy bay không người lái, camera... Zofia mang theo một khẩu súng phóng lựu hai nòng có khả năng phóng lựu đạn nổ hoặc gây chấn động. |
| Năm 3                           | Operation Chimera — Mùa 1        | 6 tháng 3 năm 2018 | Thêm hai đặc nhiệm: Lion của GIGN, Finka của Spetsnaz. Cả hai đều là thành viên của đội CBRN (Phòng thủ hóa học, sinh học, phóng xạ và hạt nhân) thuộc đội Rainbow. Lion điều khiển một UAV có thể đánh dấu kẻ địch trong một thời gian ngắn khi chúng di chuyển bằng công nghệ sonar; Finka sử dụng công nghệ nano để tăng máu, khả năng kiểm soát độ giật của súng, tăng nhịp tim và nhịp thở cho bản thân và cả đồng đội, tăng sát thương do hít khí độc của Smoke, tăng phạm vi quét nhịp tim của Pulse và giảm khả năng nghe tiếng bước chân. Kĩ năng này cũng sẽ hồi sinh mọi đồng đội bị hạ nhưng chưa chết. Thêm một chế độ chơi tạm thời là "Outbreak": chế độ PvE trong đó các đặc nhiệm được giao nhiệm vụ kiểm soát một loại dịch bệnh đã biến người dân của Truth of Consequences, New Mexico thành quái vật. |
| Năm 3                           | Operation Para Bellum — Mùa 2    | 7 tháng 6 năm 2018 | Thêm một bản đồ mới ở Tuscany và hai đặc nhiệm GIS là Alibi và Maestro. Alibi mang theo ba thiết bị có thể chiếu ảnh ba chiều của cô, đánh dấu mọi kẻ địch tương tác với nó; Maestro có thể đặt hai pháo năng lượng định hướng chống được đạn lên mọi bề mặt cứng mà sau đó anh có thể điều khiển từ xa để gây sát thương cho địch bằng laser. Sau một số lần bắn nhất định, pháo bị nóng và phải hạ nhiệt. |
| Năm 3                           | Operation Grim Sky — Mùa 3       | 4 tháng 9 năm 2018 | Thêm hai đặc nhiệm mới và thiết kế lại bản đồ của căn cứ Hereford. Nhân vật mới đầu tiên thuộc đội tấn công tên là Maverick sử dụng một máy hàn cầm tay để mở đường, tạo tầm nhìn, góc bắn mới ngay trên các bức tường được gia cố để hỗ trợ đội tấn công. Nhân vật mới thứ hai tên là Clash, là đặc nhiệm đầu tiên của đội phòng thủ sử dụng khiên. Khiên của cô giống với khiên của Montagne trừ phần công nghệ được thiết kế bởi Mira và Twitch có thể bắn điện để làm chậm và gây sát thương. |
| Năm 3                           | Operation Wind Bastion — Mùa 4   | 4 tháng 12 năm 2018 | Thêm một bản đồ mới ở Ma-rốc và hai đặc nhiệm GIGR là Kaid và Nomad. Kaid thuộc đội phòng thủ, có thể ném một thiết bị gọi là Electroclaws có thể điện khí hóa các bề mặt, dây thép gai và các lá chắn. Nomad thuộc đội tấn công, cô mang theo một khẩu súng có thể phóng ra lựu đạn bám lên các bề mặt, khi bị kích hoạt có thể đẩy và làm gục đối thủ tạm thời. |
| Năm 4                           | Operation Burnt Horizon — Mùa 1  | 6 tháng 3 năm 2019 | Thêm một bản đồ ở Úc, hai đặc nhiệm SASR là Gridlock và Mozzie. Gridlock mang theo 3 bộ thiết bị, mỗi bộ khi kích hoạt sẽ tạo ra một chùm bẫy gai để kiếm soát một khu vực. Mozzie có ba con bọ có thể bám vào, xâm nhập và chiếm quyền kiểm soát xe do thám của đội tấn công để sử dụng. |
| Năm 4                           | Operation Phantom SIght - Mùa 2  | 11 tháng 6 năm 2019 | Thêm hai đặc nhiệm mới: Nøkk và Warden; làm lại bản đồ Kafe Dostoyevsky. Nøkk là đặc nhiệm tấn công thuộc biên chế của Jager Corps (thuộc Bộ Quốc phòng Đan Mạch), với khả năng sử dụng thiết bị HEL để ẩn tiếng bước chân và ẩn mình khỏi camera. Warden là đặc nhiệm thuộc lực lượng mật vụ Hoa Kì, có khả năng sử dụng loại kính chắn đặc biệt để chống bom mù (flashbang) và nhìn xuyên khói. |
| Năm 4                           | Operation Ember Rise - Mùa 3     | 11 tháng 9 năm 2019 | Làm lại bản đồ Kanal, ra mắt hai đặc nhiệm mới: Amaru và Goyo. Amaru là đặc nhiệm người Peru có khả năng sử dụng thiết bị Garra Hook để bắn dây móc, bay thẳng đến các địa hình nhất định như vách, cửa sổ,... Ở phe phòng thủ, Goyo là đặc nhiệm có khả năng đặt khiên xuống đất để chống đạn, nhưng đằng sau tấm khiên là một quả bom lửa có thể phát nổ và bốc cháy khi bị phá hỏng. |
| Năm 4                           | Operation Shifting Tides - Mùa 4 | 3 tháng 12 năm 2019 | Làm lại bản đồ Theme Park. Ngoài ra, một lực lượng mới cũng được thêm vào cốt truyện: NIGHTHAVEN - một lực lượng quân đội tư nhân hư cấu, cùng hai đặc nhiệm mới: Kali và Wamai. Kali là đặc nhiệm tấn công người Ấn Độ, sở hữu súng ngắm CSRX-300 cùng với thiết bị bắn ra loại đạn nổ đặc biệt giúp đục lỗ nhỏ trên tường và phá hủy các thiết bị của phe địch trong bán kính nhất định. Wamai là đặc nhiệm đến từ Kenya, sử dụng thiết bị Mag-NET giúp hút một số vật thể bay tới của đối phương (Chẳng hạn như bom mù, lựu đạn, mũi tên của Capitão, đạn nổ của Ash,...). Một số cơ chế quan trọng của game cũng bị thay đổi. |
| Năm 5                           | Operation Void Edge - Mùa 1      | 10 tháng 3 năm 2020 | bản đồ Oregon được làm lại, nhiều đặc nhiệm cũng được chỉnh sửa cân bằng. Ngoài ra, giới thiệu hai đặc nhiệm mới: Iana và Oryx. Iana là đặc nhiệm đến từ Hà Lan, từng làm việc cho dự án vũ trụ của Liên minh châu Âu, có khả năng tạo ra một hologram giống hệt cô. Nó có thể di chuyển, trèo qua chướng ngại vật,..., dùng để lấy thông tin của địch. Oryx là đặc nhiệm người Jordan. Anh ta không có thiết bị đặc biệt nhưng có khả năng quật ngã kẻ địch, húc thủng một số loại tường (nhưng sẽ phải mất 5 máu), nhảy qua vách và cửa nắp. |
| Năm 5                           | Operation Steel Wave - Mùa 2     | 16 tháng 6 năm 2020 | Tên của Operation này được tiết lộ vào ngày 13 tháng 5 năm 2020. Hai đặc nhiệm mới sẽ được giới thiệu: Ace (người Na Uy), sở hữu một thiết bị ném có khả năng phá huỷ từ từ các loại tường (kể cả tường đã được gia cố), và Melusi (người Nam Phi), có khả nâng đặt ra thiết bị giúp phát ra âm thanh cảnh báo và làm chậm các kẻ địch bước tới vùng ảnh hưởng của thiết bị, làm lại bản đồ House. |
| Năm 5                           | Operation Shadow Legacy - Mùa 3  | 10 tháng 9 năm 2020 | Giới thiệu đặc nhiệm mới: Zero (tên thật: Samuel Leo Fisher, người Mỹ) nhân vật này được lấy từ series Tom Clancy's Splinter Cell với khẩu súng bắn ra camera nhìn được qua những thứ có thể phá vỡ và những nơi đã được gia cố, công bố làm lại đặc nhiệm Tachanka, khẩu súng máy DP27 đã được thay thế bằng súng phóng lựu lửa Shumikha và khẩu DP27 có thể cầm là vũ khí chính, làm lại bản đồ Chalet, đồng thời có rất nhiều tính năng mới gồm: Ping 2.0, cấm bản đồ (dành cho chế đồ đấu hạng và unranked), thiết bị mới tên Hard Breach Charge có thể phá tất cả loại tường, ống nhắm mới,... |
| Năm 5                           | Operation Neon Dawn - Mùa 4      | 1 tháng 12 năm 2020 | Thêm một đặc nhiệm mới: Aruni (thuộc phe của NIGHTHAVEN, người Thái Lan) có sở hữu thiết bị laser gây sát thương chỉ đặt được ở cửa hoặc cửa sổ tên Surya Gate, cân bằng các đặc nhiệm, làm lại bản đồ Skyscraper và sự kiện Road to S.I 2021 với bản đồ Stadium (gộp lại của hai bản đồ Border và Coastline), bạn có thể chơi bất kỳ đặc vụ nào trong sự kiện này. |
| Năm 6                           | Operation Crimson Heist - Mùa 1  | 16 tháng 3 năm 2021 | Được tiết lộ trong buổi trực tiếp của Ubisoft về năm thứ 6 của Siege, đặc nhiệm mới: Flores (là tên trộm két tiếng, người Argentina), sở hữu thiết bị tên RCE-RATERO, làm lại bản đồ Border, vũ khí mới Gonne-6, tính năng xem trận (trong giai đoạn thử nghiệm và dành riêng cho bản PC), cân bằng các đặc nhiệm khác và sửa lỗi trong game. |

Ubisoft cũng đã hình dung được đây sẽ một game esports. Công ty đã có cuộc họp đầu tiên với David Hiltscher, phó chủ tịch của ESL vào cuối năm 2013. ESL cung cấp phản hồi về sự cân bằng của trò chơi và giúp nhà phát triển đảm bảo rằng trò chơi có tính cạnh tranh. Nhóm đã tập trung vào việc giới thiệu các nhân vật mới để tăng tính đa dạng cho người xem esports, một quyết định lấy cảm hứng từ các game MOBA hiện đại như Dota 2 vì loại game này thường có 80 - 100 nhân vật. ESL và Ubisoft chính thức công bố Tom Clancy's Rainbow Six Pro League, một giải đấu chuyên nghiệp toàn cầu dành cho người chơi Windows và Xbox One, được tổ chức tại giải Intel Extreme Masters eSports vào ngày 4 tháng 3 năm 2016. Một đội châu Âu là PENTA Sports đã trở thành nhà vô địch của Rainbow Six Pro League mùa đầu tiên sau khi đánh bại đội GiFu tại trận chung kết được tổ chức vào tháng 5 năm 2016. Vào năm 2017 Pro League năm thứ hai sẽ được tổ chức nhưng các giải đấu trên Xbox One sẽ không có trong giải này. Ubisoft cũng đã tổ chức sáu giải đấu Invitational vào năm 2017 và 2018, trong đó các đội hàng đầu cạnh tranh giành giải thưởng cao nhất. Giải đấu năm 2018 đã thu hút 321.000 người xem trên Twitch. Nathan Lawrence từ Red Bull và Richie Shoemaker từ Eurogamer so sánh trò chơi như Counter-Strike: Global Offensive và đều hy vọng rằng Siege có thể hạ bệ ngôi vương của Global Offensive để trở thành game bắn súng góc nhìn thứ nhất thành công nhất trong tương lai. Rainbow Six Siege Năm thứ 3 Mùa 4 đã được công bố vào ngày 18 tháng 11 tại Chung kết giải Pro League ở Rio de Janeiro và sẽ lấy bối cảnh ở Morocco.

## Đón nhận
Sự tiếp nhận trước khi phát hành của trò chơi là tích cực, các nhà phê bình ca ngợi thiết kế và sự căng thẳng của trò chơi trong các trận đấu. Trong năm 2014, trò chơi đã nhận được bốn đề cử từ Giải thưởng phê bình trò chơi: Game hay nhất, Game PC hay nhất, Game hành động hay nhất và Game nhiều người chơi trực tuyến hay nhất. Trò chơi cuối cùng đã thắng trong hạng mục Game PC hay nhất.
Tom Clancy's Rainbow Six Siege đã nhận được những đánh giá nói chung là thuận lợi từ các nhà phê bình, theo tổng hợp đánh giá Metacritic. Các nhà phê bình ca ngợi môi trường phá hủy được, bản chất chiến thuật, thiết kế bản đồ và tập trung vào tinh thần đồng đội. Tuy nhiên sự chỉ trích đến từ hệ thống giao dịch vi mô của trò chơi và sự thiếu nội dung.
Phần chơi mạng của trò chơi được nhiều nhà phê bình khen ngợi. Chris Carter của Destructoid đã ca ngợi bản chất kết thúc mở của trò chơi khiến mỗi trận đấu không thể đoán trước được và giúp trải nghiệm chơi luôn khác nhau trong một thời gian dài. Scott Butterworth của GameSpot đánh giá cao danh hiệu này khi cho phép người chơi tận dụng sự sáng tạo của họ trong việc tiếp cận một nhiệm vụ. James Davenport từ PC Gamer mô tả Siege là một "cuộc chiến tâm lý", trong đó người chơi không ngừng cố gắng đánh lừa đối thủ. Ryan McCaffery từ IGN cũng đánh giá cao khả năng chiến thuật, khiến trò chơi trở nên "căng thẳng và hấp dẫn". Số lượng nhân vật có sẵn cho người chơi lựa chọn đã được cả Carter và Matt Bertz từ Game Informer khen ngợi, họ nhận xét rằng họ đã thêm độ sâu và sự đa dạng cho trò chơi và người chơi có thể thử nghiệm xem cặp nhân vật phối hợp tốt hơn. Tuy nhiên, McCaffery đã thất vọng vì thiếu nhiều chế độ trò chơi và nhận xét rằng hầu hết người chơi thường bỏ bê các nhiệm vụ chính và chọn cách đơn giản hơn là loại bỏ đối thủ. Chế độ Terrorist Hunt đã nhận được các ý kiến khác nhau từ các nhà phê bình. Carter nghĩ rằng nó "thư giãn" hơn, Butterworth nói rằng chế độ mang lại sự hăng hái. Tuy nhiên, Bertz nhận xét chế độ thiếu sự đa dạng, kẻ địch do AI điều khiển yếu và kém mãnh liệt hơn khi so sánh với các chế độ đấu với người chơi khác. Martin Robinson từ Eurogamer cũng lưu ý rằng chế độ chỉ chạy với 30 FPS đã hạn chế sự hấp dẫn của nó.

### Doanh số
Vào tháng 5 năm 2015, CEO của Ubisoft là Yves Guillemot tuyên bố rằng công ty dự kiến trò chơi sẽ vượt qua doanh số bảy triệu đơn vị của Far Cry 4 vì được hỗ trợ sau khi phát hành. Khi phát hành game đã đứng ở vị trí thứ sáu trong Biểu đồ phần mềm của Vương quốc Anh, bán được 76.000 bản bán lẻ trên cả ba nền tảng. Các nhà phê bình nghĩ rằng hiệu suất phát hành là quá dồn dập và mờ nhạt. Tuy nhiên, thông qua hỗ trợ và cập nhật sau khi phát hành, số người chơi đã tăng gấp đôi kể từ khi trò chơi ra mắt. Sau DLC thứ ba, Skull Rain. số người chơi đã tăng 40% và tựa game này đã có hơn 10 triệu người chơi đăng ký. Hai năm sau khi ra mắt, trò chơi vẫn là một trong 40 trò chơi bán lẻ bán chạy nhất ở Anh. Hiệu suất mạnh mẽ của Siege cùng với Tom Clancy's The Division (2016) và Tom Clancy's Ghost Recon Wildlands (2017) đã nâng tổng số người chơi của sê ri Tom Clancy lên 44 triệu vào năm 2017. Thành công sau khi ra mắt cho Siege đã củng cố thêm niềm tin của Ubisoft vào mô hình "dịch vụ trò chơi". Các tựa game tập trung nhiều người chơi trong tương lai của Ubisoft - như For Honor - đã áp dụng mô hình này, trong đó công ty sẽ cung cấp các bản cập nhật và DLC miễn phí trong vài năm sau khi game phát hành chính thức. Vào tháng 8 năm 2017 Ubisoft đã thông báo rằng trò chơi đã vượt qua 20 triệu người chơi và đạt 2,3 triệu người chơi mỗi ngày. Hai năm sau khi phát hành, Ubisoft tuyên bố rằng trò chơi đã có hơn 25 triệu người chơi đã đăng ký. GameSpot mô tả Siege là một trong những sự trở lại lớn nhất của các tựa game AAA hiện đại và là bằng chứng tốt nhất cho thấy mô hình "dịch vụ trò chơi" hoạt động tích cực nhờ các bản cập nhật liên tục của Ubisoft giúp cho cộng đồng thịnh vượng.

### Những tranh cãi
Vào ngày 2 tháng 11 năm 2018, Ubisoft Montreal tuyên bố sẽ thay đổi Tom Clancy's Rainbow Six Siege bằng cách xóa các hình ảnh liên quan đến bạo lực, tình dục và cờ bạc để tuân thủ các quy định của các nước châu Á. Tuy nhiên thông báo này đã tạo làn sóng phản đối từ cộng đồng game thủ. Họ tin rằng những thay đổi sẽ được thực hiện trong đợt phát hành trò chơi tại Trung Quốc để được kiểm duyệt. Vì áp lực từ cộng đồng, Ubisoft Montreal đã thông báo vào ngày 21 tháng 11 rằng họ sẽ hủy các thay đổi.
Ubisoft đã kiện nhà phát triển Ejoy từ Trung Quốc cùng với Apple và Google vào tháng 5 năm 2020, do trò chơi Area F2 của Ejoy mà Ubisoft khẳng định đó là một bản sao của Rainbow Six Siege. Ubisoft tuyên bố rằng "Hầu như mọi thứ của Area F2 đều được sao chép từ Siege, từ màn hình lựa chọn nhân vật đến màn hình hết trận và nhiều thứ khác". Ubisoft tuyên bố họ đã cố gắng xóa trò chơi này khỏi các cửa hàng ứng dụng tương ứng của Apple và Google nhưng họ không được cho phép xóa và vì Area F2 là một trò chơi miễn phí với microtransactions (mua tiền ảo trong game), cả hai công ty đều được hưởng lợi về mặt tài chính từ vi phạm bản quyền, và do đó được đưa vào vụ kiện.